# 尤索夫玛哈
尤索夫·玛哈（1957年5月1日—），马来西亚从政者，为巫统党员。他曾经在2008年马来西亚大选代表国民阵线当选为联邦直辖区纳闽的国会议员 。